# Emmanuel Siety
Emmanuel Siety est un écrivain et universitaire français, né en 1970.

## Biographie
Il est professeur en esthétique du cinéma, et enseigne à l'université Sorbonne Nouvelle - Paris III. Il a été conférencier au département pédagogique de la Cinémathèque française.
Il est l'auteur de nombreux articles, et a publié les livres Le Plan, au commencement du cinéma (éd. Cahiers du cinéma, 2001) et La Peur au cinéma (éd. Actes Sud Junior, 2006). Il a également écrit un essai intitulé Fictions d'images publié en 2009 aux Presses Universitaires de Rennes.
Emmanuel Siety donne régulièrement des conférences comme Mise à feu dans le cadre de la rétrospective Fritz Lang à la Cinémathèque française (octobre 2011); Le cerveau et le monde. Shining et après dans le cadre de la rétrospective Stanley Kubrick à la Cinémathèque française (juin 2011); Le goût de la peur, dans le cadre des Cours de cinéma du Forum des Images (mars 2009).